# Парламентские выборы в Сальвадоре (2003)
Парламентские выборы в Сальвадоре проходили 16 марта 2003 года, на которых на 3-летний срок избирались 84 депутата Законодательной ассамблеи страны. Одновременно проводились выборы в Центральноамериканский парламент и в муниципальные советы. 
Наибольшее количество мест получила основная оппозиционная партия Фронт национального освобождения имени Фарабундо Марти (FMLN), получивший 31 место. Однако, Националистический республиканский альянс (ARENA) вновь остался правящей партией, образовав коалицию с Национальной коалиционной партией.

## Предвыборная обстановка
ARENA контролировала политику Сальвадора, начиная с победы на президентских выборах 1989 года. Выборы 2003 года были пятыми после окончания гражданской войны в 1992 году..

## Предвыборная кампания
В выборах участвовало 11 политических партий, но основная борьба развернулась между правящей партией ARENA и оппозиционной FMLN. Кампания 
Националистического республиканского альянса фокусировалась на продолжении экономической реформы, которую партия осуществляла, но её позиции были несколько подорваны продолжавшейся в течение 6 месяцев забастовкой врачей. В то же время Фронт национального освобождения имени Фарабундо Марти поддерживали те, кто считал, что реформы, проводящиеся правящей партией, не приносят им пользы и критиковали ARENA за высокую преступность и замедление экономического роста.

## Результаты
| Фронт национального освобождения имени Фарабундо Марти | 475 043   | 34,0 | 31 | 0     |                                    |  |   |   |   |
| Националистический республиканский альянс              | 446 233   | 31,9 | 27 | -2    |                                    |  |   |   |   |
| Национальная коалиционная партия                       | 181 167   | 13,0 | 16 | +3    |                                    |  |   |   |   |
| Христианско-демократическая партия                     | 101 841   | 7,3  | 5  | -1    |                                    |  |   |   |   |
| Объединённый демократический центр                     | 89 115    | 6,4  | 5  | +2    |                                    |  |   |   |   |
| Движение обновления                                    | 26 299    | 1,9  | 0  | новая |                                    |  |   |   |   |
| Социально-христианский союз                            | 23 329    | 1,9  | 0  | новая |                                    |  |   |   |   |
| Народное действие                                      | 15 906    | 1,1  | 0  | новая |                                    |  |   |   |   |
| Христианская сила                                      | 15 573    | 1,1  | 0  | новая |                                    |  |   |   |   |
| Партия национального действия                          | 14 574    | 1,0  | 0  | 0     |                                    |  |   |   |   |
| Социал-демократическая партия                          | 10 203    | 0,7  | 0  | новая |                                    |  |   |   |   |
| Республики действие                                    | 9472      | 0,6  | 6  | новая | Недействительных/пустых бюллетеней |  | - | - | - |
| Всего                                                  | 1 398 718 | 100  | 84 | 0     |                                    |  |   |   |   |
| Источник: Nohlen                                       |           |      |    |       |                                    |  |   |   |   |